# 熊蓋毒
《熊蓋毒》（英語：Cocaine Bear）是一部2023年美國恐怖喜劇片，靈感來自一隻名叫「可卡因熊」的美洲黑熊在1985年吞下了近75磅（34公斤）古柯鹼的真實故事。電影由伊莉莎白·班克斯執導，吉米·沃登編劇。主演陣容包括凱莉·羅素、小歐席亞·傑克森、克利斯汀·康佛瑞、艾登·艾倫瑞克、布魯克琳·普林斯、小伊塞亞·維特洛克、瑪戈·馬丁代爾和雷·李歐塔。本片是李歐塔的遺作。
《熊蓋毒》由環球影業排定於2023年2月24日美國上映，電影整體的評價褒貶不一，影評界對片裡的黑色幽默反應不一，但普遍批評編劇與角色刻劃的漏洞。

## 演員
- 凱莉·羅素飾演莎莉（Sari）
- 小歐席亞·傑克森飾演戴維德（Daveed）
- 克利斯汀·康佛瑞（英语：Christian Convery）飾演亨利（Henry）
- 艾登·艾倫瑞克飾演艾迪·丹特伍德（Eddie Dentwood）
- 傑西·泰勒·弗格森飾演彼得（Peter）
- 布魯克琳·普林斯飾演蒂蒂（Dee Dee）
- 小伊塞亞·維特洛克（英语：Isiah Whitlock Jr.）飾演巴布（Bob）
- 克里斯多佛·希夫哲飾演歐拉夫（Olaf）
- 漢娜·霍克斯崔飾演艾爾莎（Elsa）
- 瑪戈·馬丁代爾飾演護林員莉茲（Ranger Liz）
- 雷·李歐塔飾演席德（Syd）
- 馬修·瑞斯飾演安德魯·桑頓二世（英语：Andrew C. Thornton II）

## 製作
該片靈感來自於1985年12月，一隻175磅重的美洲黑熊攝入一個裝滿可卡因的行李袋後死亡的真實故事。可卡因是前緝毒官安德魯·C·松頓二世所駕駛的飛機因為超載而掉下去，後來警方於佐治亞州北部發現黑熊屍體以及40個已打開的可卡因塑膠容器，經法醫驗證確認黑熊的死因是攝入過量可卡因。
2019年12月，宣布菲爾·洛德與克里斯多福·米勒正在製作一部受「可卡因熊」啟發的電影。該片由伊莉莎白·班克斯執導，吉米·沃登（Jimmy Warden）編劇。2021年3月，環球影業宣布電影正在開發中，並確認由班克斯執導，班克斯、麥斯·漢特曼、洛德、米勒、阿迪亞·蘇德（Aditya Sood）和布萊恩·杜菲爾德擔任製片人。2021年7月，凱莉·羅素、小歐席亞·傑克森、雷·李歐塔、艾登·艾倫瑞克和傑西·泰勒·弗格森加入演員陣容。2021年8月，瑪戈·馬丁代爾、克里斯多佛·希夫哲、克利斯汀·康佛瑞、布魯克琳·普林斯、金佳賢（Kahyun Kim）以及新人演員史考特·塞斯（Scott Seiss）加入演員陣容。

### 拍攝
主體拍攝於2021年8月20日至10月17日在威克洛進行。

## 發行
《熊蓋毒》由環球影業排定於2023年2月24日美國上映。

## 外部連結
- 互联网电影数据库（IMDb）上《熊蓋毒》的资料（英文）